# Pável Kutájov
Pável Stepánovich Kutájov (en ruso: Па́вел Степа́нович Кута́хов; Malokirsanovka, Imperio ruso, 16 de agosto de 1914 – Moscú, Unión Soviética, 3 de diciembre de 1984) fue un as de la aviación soviético que combatió durante la Segunda Guerra Mundial en las filas de la Fuerza Aérea Soviética. Después de la guerra llegó a ser Comandante en Jefe de la Fuerza Aérea Soviética entre 1969 y 1984. Durante su carrera estuvo al mando de varias unidades militares y visitó varios países que recibían ayuda militar soviética.

## Biografía

### Infancia y juventud
Pável Kutájov nació el 16 de agosto de 1914 en la pequeña localidad rural de Malokirsanovka —en esa época situada en el óblast del Voisko del Don en el Imperio ruso, actualmente en el óblast de Rostov en Rusia— en el seno de una gran familia campesina de origen ruso. Su padre murió en 1918 de tifus, pero gracias al apoyo de sus hermanos mayores pudo asistir a la escuela local. En aquella época sólo había una escuela primaria en Malokirsanovka, y después de terminar sus estudios de tres años en 1924, se fue a estudiar al pueblo de Fedorovka, situado a unos 18 km de su localidad natal.
En 1930 se trasladó a Taganrog, donde continuó sus estudios de secundaria y luego ingresó en la escuela de fábrica para conductores de tranvías. En 1934, después de graduarse en la universidad, comenzó a trabajar en la planta de aviones número 31. Compaginó el trabajo en la fábrica con los estudios en la facultad obrera del instituto industrial. En agosto de 1935, tras ingresar en el servicio militar del Komsomol, ingresó en la Escuela de Pilotos Militares de Stalingrado. Donde comenzó a volar en el avión biplano Polikárpov Po-2.
Después de graduarse en febrero de 1939, fue asignado al 7.º Regimiento de Aviación de Cazas cerca de Leningrado, donde pronto se convirtió en comandante de vuelo. En el otoño de 1939, realizó varios vuelos durante la invasión soviética de Polonia en el oeste de Bielorrusia. Posteriormente, entró en combate en la Guerra de Invierno, donde fue asignado al 7.º Regimiento de Aviación de Cazas como comandante de vuelo. El 24 de diciembre de 1939 fue derribado en un incidente de fuego amigo por el piloto soviético Alekséi Storozhakov, quien confundió su caza Polikarpov con un avión finlandés. Sin embargo, logró llevar su caza Polikarpov I-15b averiado sobre territorio soviético para realizar un aterrizaje forzoso. Si bien el avión sufrió daños irreparables.
Poco después se reintegró a su unidad, donde hasta el final de la guerra, realizó 131 salidas de combate y fue ascendiendo al puesto de subcomandante de escuadrón. Luego se entrenó para volar el caza I-153 y más tarde en el MiG-3 hasta la invasión alemana de la Unión Soviética en junio de 1941.

### Segunda Guerra Mundial

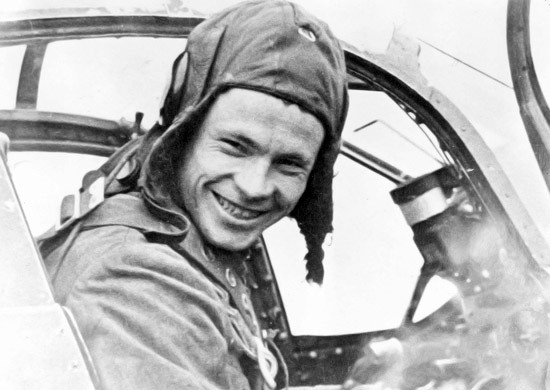
El mayor Pável Kutájov en la cabina de un caza P-39 Airacobra en el Frente de Carelia

Al comienzo de la Gran Guerra Patria, fue enviado al frente de guerra con su unidad como subcomandante de escuadrón, hasta julio de 1941 cuando fue reasignado al Frente de Carelia e integrado en el 145.º Regimiento de Aviación de Cazas (más tarde rebautizado como 19.º Regimiento de Aviación de Cazas de la Guardia en abril de 1942), donde se desempeñó primero como subcomandante y luego como comandante de escuadrón. Más tarde ese mismo mes obtuvo su primera victoria aérea, después de derribar un Fieseler Fi 156 Storch. Participó en la defensa de Múrmansk y Kandalaksha y proporcionó escolta a las convoyes que trasportaban ayuda militar de Préstamo y Arriendo.
No obtuvo más victorias aéreas hasta 1942, después de haber pasado a volar el caza LaGG-3, aunque todas las victorias aéreas que obtuvo mientras volaba ese avión fueron compartidas. A mediados de 1942 comenzó a volar en el caza Bell P-39 Airacobra de fabricación estadounidense, en el que consiguió la gran mayoría de sus victorias aéreas.

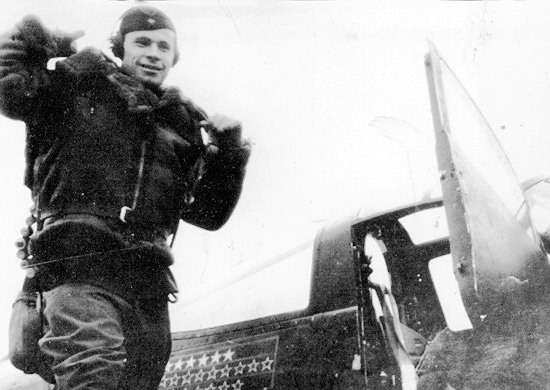
El mayor Pável Kutájov cuando era comandante de escuadrón del 19.º Regimiento de Aviación de Cazas de la Guardia.

El 1 de mayo de 1943, por Decreto del Presídium del Sóviet Supremo de la URSS, el mayor Pável Kutájov recibió el título de Héroe de la Unión Soviética con la entrega de la Orden de Lenin y la medalla de la Estrella de Oro, «por el hábil mando del escuadrón, alta habilidad de vuelo, valor y coraje demostrado en las batallas, con siete aviones enemigos derribados en solitario y veinticuatro victorias aéreas compartidas en cuarenta batallas aéreas», para entonces ya había totalizado unas 262 salidas de combate.
Posteriormente, ese mismo año, presenció varios combates aéreos muy intensos; como resultado fue derribado el 27 de marzo, pero sobrevivió gracias a que se lanzó en paracaídas, y luego el 21 de junio derribó el Messerschmitt Bf 109 pilotado por el as de la aviación alemán Heinrich Ehrler, lo que lo obligó a tirarse en paracaídas y posteriormente fue evacuado por un dispositivo de rescate, aunque el incidente no se menciona en fuentes alemanas ni occidentales.
En mayo de 1944, fue ascendido a comandante del 20.º Regimiento de Aviación de Cazas de la Guardia, tras lo cual voló mucho menos en combate debido a su antigüedad, pero aun así obtuvo una última victoria aérea en diciembre de ese año (un Bf 109). Al final de la guerra había acumulado un total de 327 salidas de combate, participó en 63 combates aéreos y se le atribuyeron al menos doce victorias aéreas en solitario. Durante la guerra participó en combate en Leningrado, Carelia, Múrmansk, el Ártico, Víborg-Petrozavodsk y Petsamo-Kirkenes.

### Posguerra
Después de permanecer al mando de su regimiento hasta noviembre de 1948, asistió a los Cursos de Vuelo Táctico para Oficiales Superiores de la Fuerza Aérea de Lípetsk, donde se graduó en 1949, luego fue asignado como subcomandante de la 175.ª División de Aviación de Cazas; la unidad tenía su base en Alemania del Este, donde ocupó diversos cargos hasta 1955. En diciembre de 1950 fue ascendido a comandante de la 145.ª División de Aviación de Cazas, al mando de la cual permaneció hasta que fue transferido al puesto de subcomandante del 71.º Cuerpo de Aviación de Combate; posteriormente se convirtió en su comandante del Cuerpo en diciembre de 1953 y en 1954 fue ascendido al rango de mayor general. Dos años más tarde abandonó la unidad para asistir a la Academia Militar del Estado Mayor de las Fuerzas Armadas de la URSS, donde se graduó en 1957.
Desde 1957 hasta octubre de 1959 se desempeñó como subcomandante de entrenamiento de combate del 30.º Ejército Aéreo y poco después fue ascendido al puesto de primer subcomandante. Desde agosto de 1961 hasta julio de 1967 estuvo al mando del 48.º Ejército Aéreo, y desde entonces hasta marzo de 1969 se desempeñó como primer subcomandante en Jefe de la Fuerza Aérea. En ese puesto se le asignó la tarea de supervisar el proceso de desarrollo de nuevas tecnologías de vuelo.

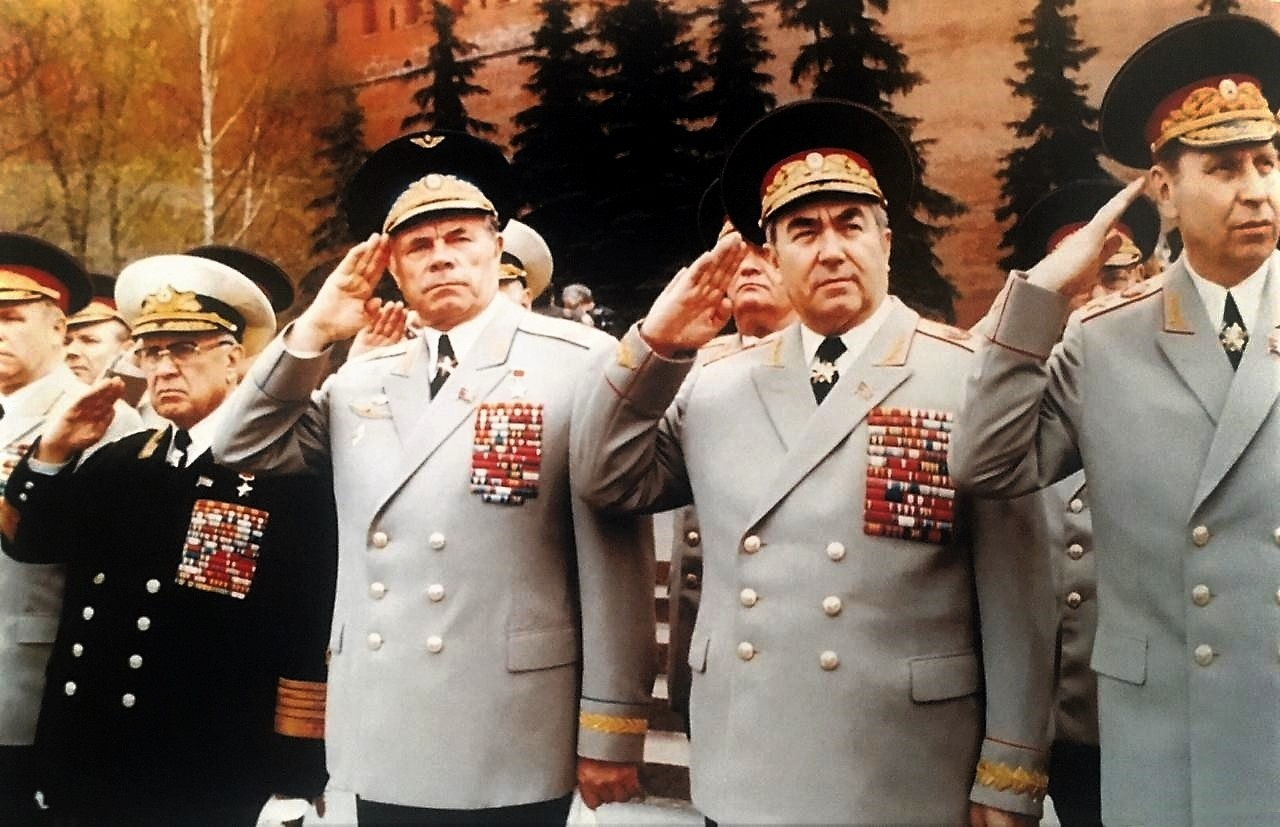
Ceremonia en la Plaza Roja de Moscú en honor del 35.º aniversario de la Victoria en la Gran Guerra Patria. Kutájov es el segundo por la izquierda

En febrero de 1969 fue ascendido al rango de mariscal de Aviación y al mes siguiente se convirtió en comandante de la Fuerza Aérea Soviética. En este puesto, en el que permaneció el resto de su vida, dedicó gran parte de su tiempo a modernizar y reequipar la Fuerza Aérea con aviones más modernos, y apoyó firmemente la creación de sistemas de radar de largo alcance. En 1972 fue ascendido al rango de mariscal en jefe aviación. En 1982 visitó Siria con su colega Aleksandr Koldunov para evaluar los daños causados por el ataque israelí que acabó con numerosos aviones de fabricación soviética, la Operación Mole Cricket 19. También visitó Egipto en varias ocasiones, entre ellas para evaluar los daños infligidos a la aviación egipcia. por la Fuerza Aérea Israelí durante la última fase de la Guerra de Desgaste.
Por su papel en la renovación de la fuerza aérea se le concedió el título de Héroe de la Unión Soviética por segunda vez el 15 de agosto de 1984, en su 70 cumpleaños. Sin embargo, murió de un derrame cerebral grave el 3 de diciembre de 1984 antes de poder recoger tan alta distinción, por lo que la medalla fue entregada a su viuda Valentina en enero de 1985. Kutájov fue enterrado en el cementerio Novodévichi de la capital moscovita.
A lo largo de su carrera sumó más de 2300 horas de vuelo, pilotando varios aviones, incluidos el MiG-15, MiG-17, MiG-21 y el Su-7; no dejó de volar hasta los 60 años.
Además de su carrera militar fue miembro del Comité Central del Partido Comunista de la Unión Soviética (desde 1971), diputado de las VI y VII convocatorias del Sóviet Supremo de la RSS de Ucrania (1963-1971) y diputado de las VIII, IX, X y XI convocatorias del Sóviét Supremo de la Unión Soviética (1970-1984).

## Condecoraciones
A lo largo de su extensa carrera militar Pável Kutájov fue galardonado con las siguientes condecoraciones
Unión Soviética
- Héroe de la Unión Soviética, dos veces (1 de mayo de 1943 y 15 de agosto de 1984)
- Orden de Lenin, cuatro veces (1 de mayo de 1943, 15 de agosto de 1974, 21 de febrero de 1978 y 15 de agosto de 1984)
- Orden de la Revolución de Octubre (4 de mayo de 1972)
- Orden de la Bandera Roja, cinco veces (1 de mayo de 1942, 13 de julio de 1942, 22 de febrero de 1955, 31 de diciembre de 1956 y 22 de febrero de 1968)
- Orden de Kutúzov de 1.er grado (4 de noviembre de 1981)
- Orden de Alejandro Nevski (5 de noviembre de 1944)
- Orden de la Guerra Patria de 1.er grado (22 de septiembre de 1943)
- Orden de la Estrella Roja, dos veces (15 de noviembre de 1950)
- Orden del Servicio a la Patria en las Fuerzas Armadas de la URSS de 3.er grado (17 de febrero de 1976)
- Piloto Militar Honorífico de la URSS (16 de agosto de 1966)
- Premio Lenin (16 de agosto de 1983)

Otros Países
- Reino Unido - Comandante de la Orden del Imperio Británico (1943)
- Polonia - Orden Polonia Restituta (6 de octubre de 1973)
- Bulgaria - Orden de la República Popular de Bulgaria de 1.er grado (14 de septiembre de 1974)
- Alemania Oriental - Orden Patriótica del Mérito de 1.er grado (marzo de 1977)
- Mongolia - Orden de Süjbaatar (11 de junio de 1981)
- Rumanía - Orden del 23 de agosto (1 de octubre de 1974)
- Hungría - Orden de la Bandera Roja (16 de mayo de 1978)
- Checoslovaquia - Orden de la Estrella Roja (6 de octubre de 1982)
- Egipto - Orden del Nilo (diciembre de 1972)
- Perú - Orden El Sol del Perú (noviembre de 1972)